# Woolley (Somerset)
Woolley – wieś w Anglii, w Somerset, w dystrykcie (unitary authority) Bath and North East Somerset. W 1931 roku civil parish liczyła 72 mieszkańców. Woolley jest wspomniana w Domesday Book (1086) jako Wilege/Wlega/Wllega.